# Aéroport d'Agen-La Garenne
Pour les articles homonymes, voir AGF.
L'aéroport Agen-La Garenne (code IATA : AGF • code OACI : LFBA) est un aéroport français situé sur les communes du Passage et d'Estillac, à 3 km au sud-ouest d'Agen dans le département de Lot-et-Garonne en région Nouvelle-Aquitaine. En 2018, il a accueilli 31 371 passagers.

## Histoire
À l'origine, l'emplacement de l'aéroport était un terrain militaire d'entrainement destiné aux troupes à pied ou à cheval. C'est à l'occasion de manœuvres militaires qu'un premier avion se pose en 1913.
Géré depuis 1974 par le syndicat mixte pour l'aérodrome départemental de Lot-et-Garonne (SMAD), regroupant le conseil général de Lot-et-Garonne, l'Agglomération d'Agen, la Chambre de commerce et d'industrie et la Chambre des métiers de Lot-et-Garonne, il est un outil de désenclavement et de développement du département.
Dans ce cadre, la mise en place d'une liaison aérienne à destination de Paris-Orly permet aux chefs d'entreprise et aux professionnels de rejoindre rapidement la capitale. Ces derniers représentent ainsi 75 % de la clientèle.
Au cours des 30 dernières années, cette liaison a été assurée par différentes compagnies aériennes : TAT, Flandre Air, Air Littoral, Air Liberté, Aerocondor, Airlinair, HOP! et Chalair dernièrement. Depuis 2020, cette liaison est interrompue et il n'existe plus de liaisons aériennes régulières au départ ou à l'arrivée d'Agen.
L'aéroport d'Agen a également eu des lignes commerciales avec TAT vers Bergerac et Limoges (avec  correspondance Air Inter pour Paris), vers Toulouse ou Bordeaux en Twin Otter, puis dans les années 1980, avec Air Limousin en Nord 262.
La ligne aérienne Agen-Paris ferme définitivement en juin 2020.

## Les équipements
- 1 piste, longueur 2 165 mètres, largeur 30 mètres.
- Balisage HI avec rampe d'approche de 720 mètres.
- Aire de parking d'une surface de 25 723 m2 avec deux taxiways.
- Aérogare passagers d'une surface de 500 m2 avec zone wifi.
- Parking auto gratuit

## Galerie photographique

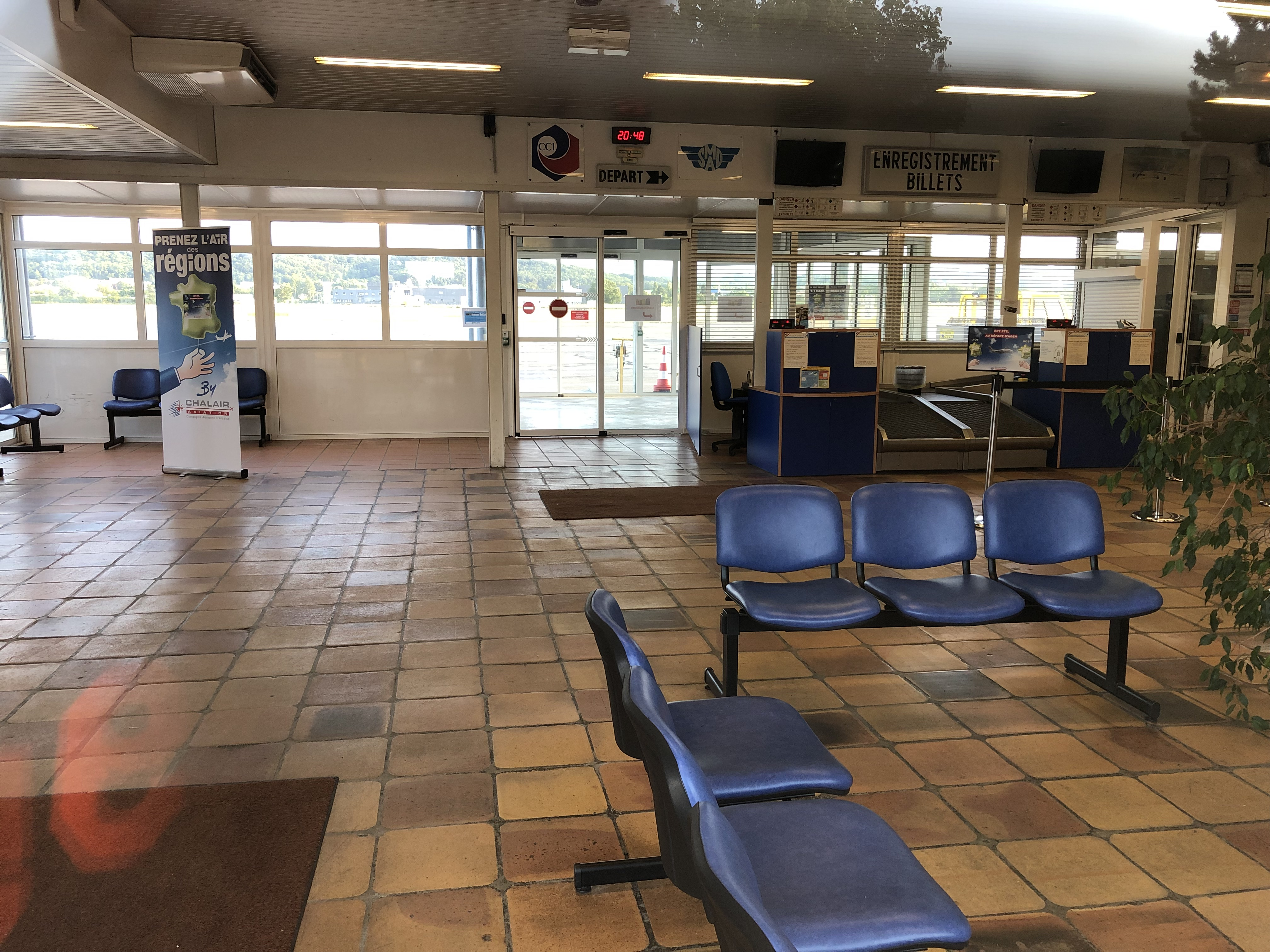
Hall principal de l'aéroport (2019).
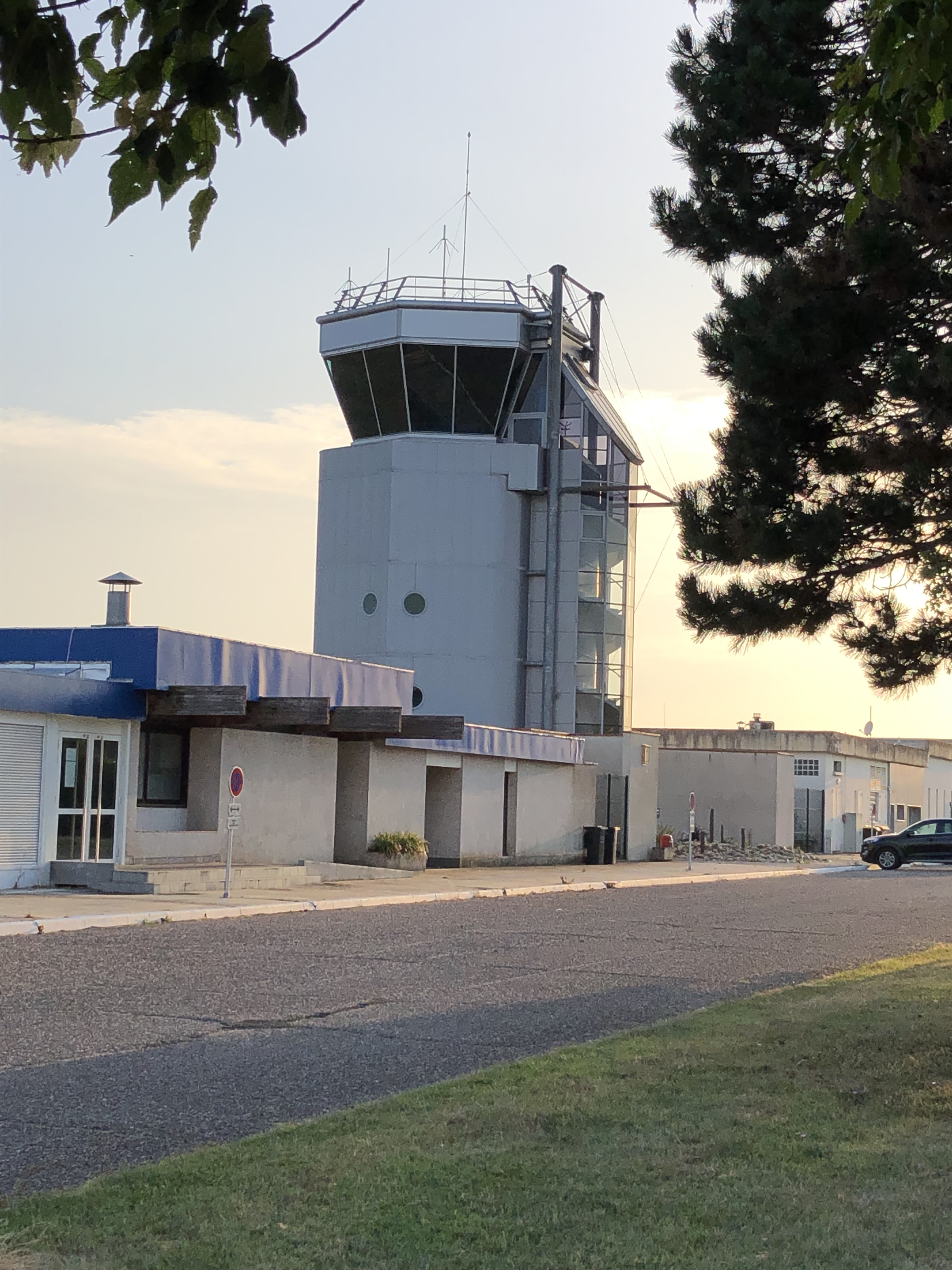
Tour de contrôle de l'aéroport (2019).
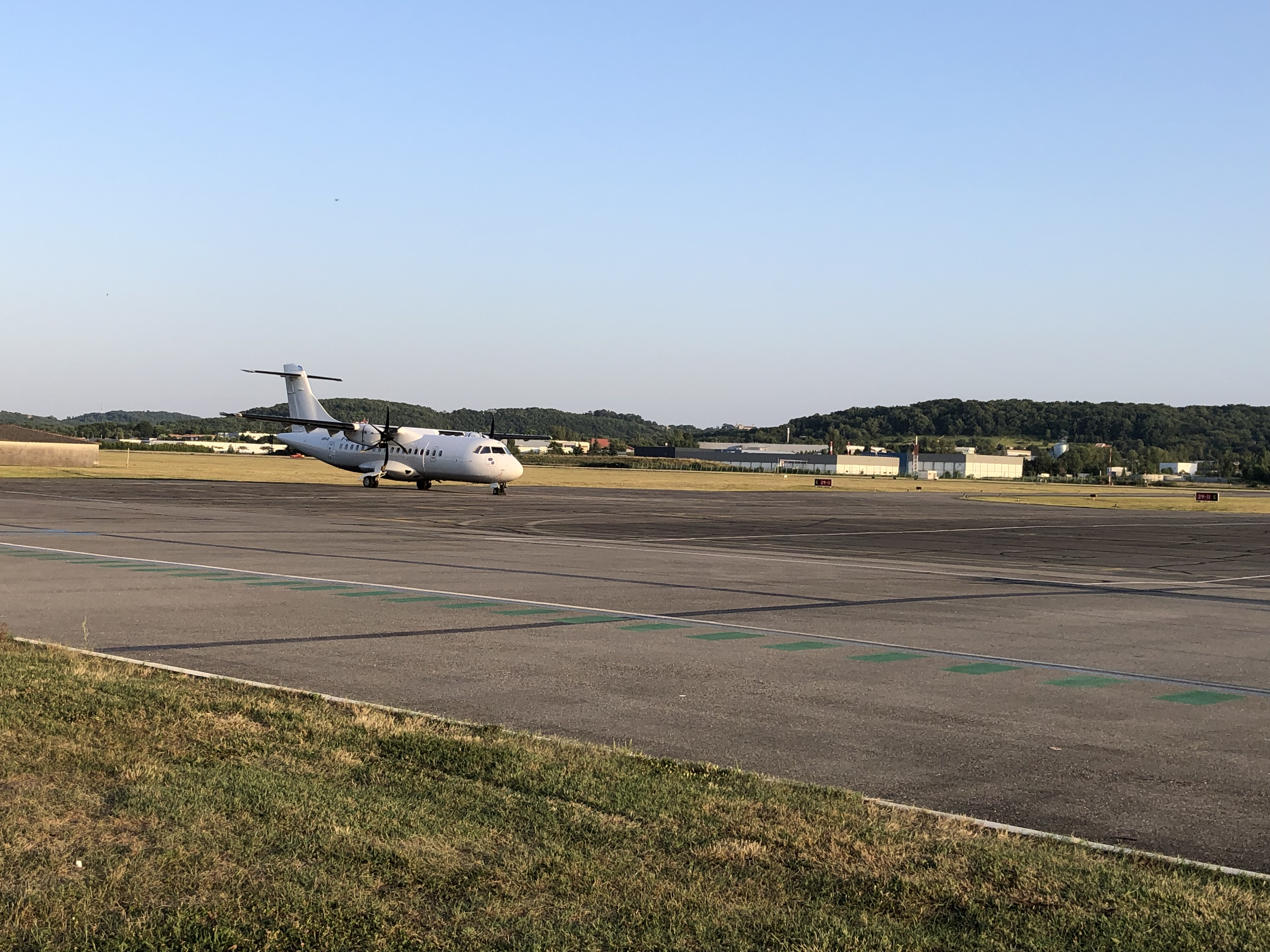
Zone de stationnement des avions sur l'Aéroport (2019), ATR 42 de CHALAIR AVIATION.

## Entreprises et associations du site aéroportuaire
- École de pilotage Héli-Béarn
- Entreprise de peinture aéronautique Airplane Agen
- Aéroclub de l'Agenais
- Les vélivoles de l'Agenais
- École de parachutisme d'Agen

## Accès
- En auto : autoroute A62, sortie no  7
- transports en commun : ligne 10 du réseau Tempo, arrêt « Aéroport » situé à 500 mètres de l'aérogare.

## Statistiques

### Graphique
Le graphique qui aurait dû être présenté ici ne peut pas être affiché car il utilise l'ancienne extension Graph, désactivée pour des questions de sécurité. Des indications pour créer un nouveau graphique avec la nouvelle extension Chart sont disponibles ici.

Voir la requête brute et les sources sur Wikidata.

### Tableau
| Années     | 2011   | 2012      | 2013      | 2014       | 2015      | 2016      | 2017      | 2018       | 2019      | 2020       | 2021       | 2022       | 2023       | 2024       |
| ---------- | ------ | --------- | --------- | ---------- | --------- | --------- | --------- | ---------- | --------- | ---------- | ---------- | ---------- | ---------- | ---------- |
| Passagers  | 35 410 | 33 704    | 35 893    | 40 482     | 39 098    | 39 791    | 37 367    | 31 371     | 14 934    | 2 137      | 655        | 572        | 473        | 434        |
| Variation  | /      | ▼ −4,82 % | ▲ +6,49 % | ▲ +12,79 % | ▼ −3,42 % | ▲ +1,77 % | ▼ −6,09 % | ▼ −16,05 % | ▼ −52,4 % | ▼ −85,69 % | ▼ −69,35 % | ▼ −12,67 % | ▼ −17,31 % | ▼ −8,25 %  |
| Mouvements | /      | 35 595    | 39 110    | 34 636     | 33 807    | 32 277    | 31 348    | 34 006     | 34 166    | 27 699     | 20 204     | 17 866     | 18 688     | 12 623     |
| Variation  | /      | /         | ▲ +9,87 % | ▼ −11,44 % | ▼ −2,39 % | ▼ −4,53 % | ▼ −2,88 % | ▲ +8,48 %  | ▲ +0,47 % | ▼ −18,93 % | ▼ −27,06 % | ▼ −11,57 % | ▲ +4,6 %   | ▼ −32,45 % |